# Michael Karl Proházka

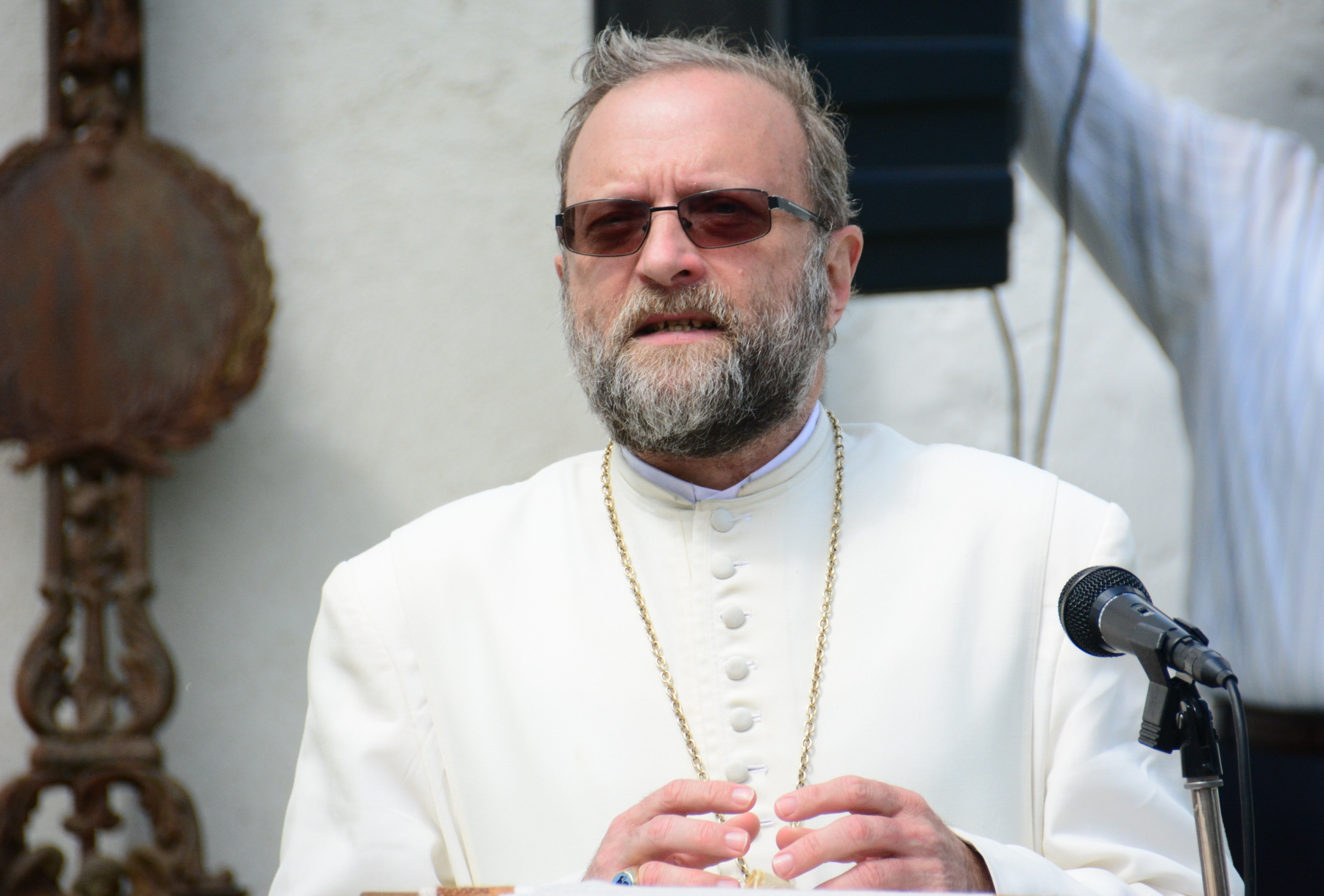
Michael Karl Proházka (2014)

Michael Karl Proházka OPraem (* 29. Juli 1956 in Wien als Karl Proházka; † 28. Juli 2023 ebenda) war ein österreichischer Ordensgeistlicher und Prämonstratenser-Chorherr sowie von 2007 bis 2018 der 57. Abt des niederösterreichischen Stiftes Geras.

## Leben
Proházka studierte Philosophie und Theologie in Wien, Freiburg und Rom und beendete sein Studium mit der Arbeit Freiheitskritik und Freiheitsbegriff im Gefüge des Willens zur Macht zu Friedrich Nietzsche. 1979 trat er in das Prämonstratenser-Chorherrenstift Geras ein, erhielt dort den Ordensnamen Karl und empfing am 10. Juli 1983 in der Stiftskirche Geras durch Weihbischof Alois Stöger die Priesterweihe. Nach Tätigkeiten in Pfarren des Stiftes, als Dechant des Dekanates Geras und als Novizenmeister übernahm Proházka 2004 die Aufgaben eines Vizerektors am Collegium Orientale in Eichstätt, einem ökumenisch ausgerichteten Priesterseminar für Studenten aus mit Rom unierten orientalischen Kirchen. 2005 wurde Proházka nach Geras zurückgerufen und von Administrator Abt Martin Felhofer (Stift Schlägl) zum Prior ernannt.
Am 24. September 2007 wurde Proházka zum 57. Abt des Stiftes Geras gewählt und am 2. Dezember 2007 von Bischof Klaus Küng von St. Pölten benediziert. Am 7. Juli 2012 erhob ihn Patriarch Gregor III. Laham zum Archimandriten.
Unter Proházka wurde im Stift Geras eine byzantinische Kapelle eingerichtet und die Neugründung Itinga zur Kanonie erhoben. Nach den Unruhen im Stift unter seinem Vorgänger Joachim Angerer waren die Festigung und Stärkung der Klostergemeinschaft und eine spirituelle Erneuerung seine wichtigsten Aufgaben. Proházka war unter anderem Vorstandsmitglied der Stiftung Pro Oriente und Mitglied des Lazarus-Ordens. Von 2013 bis 2020 unterrichtete Proházka als Lehrbeauftragter für Ostkirchenkunde an der Philosophisch-Theologischen Hochschule St. Pölten.
2018 trat Proházka als Abt des Stiftes Geras zurück und wirkte von 1. September 2018 bis 31. August 2022 als Vizerektor am Collegium Orientale in Eichstätt. Mit 1. Jänner 2023 übernahm Proházka von Benediktinerpater Gottfried Glassner das Amt als Nationalsekretär des Andreas-Petrus-Werkes, eines päpstlichen Werkes des Dikasteriums für die orientalischen Kirchen.
Prohazka verstarb nach längerer Krankheit am 28. Juli 2023 einen Tag vor seinem 67. Geburtstag in Wien. Er wurde am 12. August 2023 auf dem Konventfriedhof des Stifts Geras bestattet.